# Aigina
Aigina (oldgræsk: Αἴγινα) er i græsk mytologi datter af flodguden Asopos og nymfen Merope. Aigina har en affære med Zeus, og da Sisyfos røber den, bliver han straffet af Zeus. På øen Aigina, der er navngivet efter hende, fødte hun sønnen Aiakos.